# Sumpfgrashüpfer

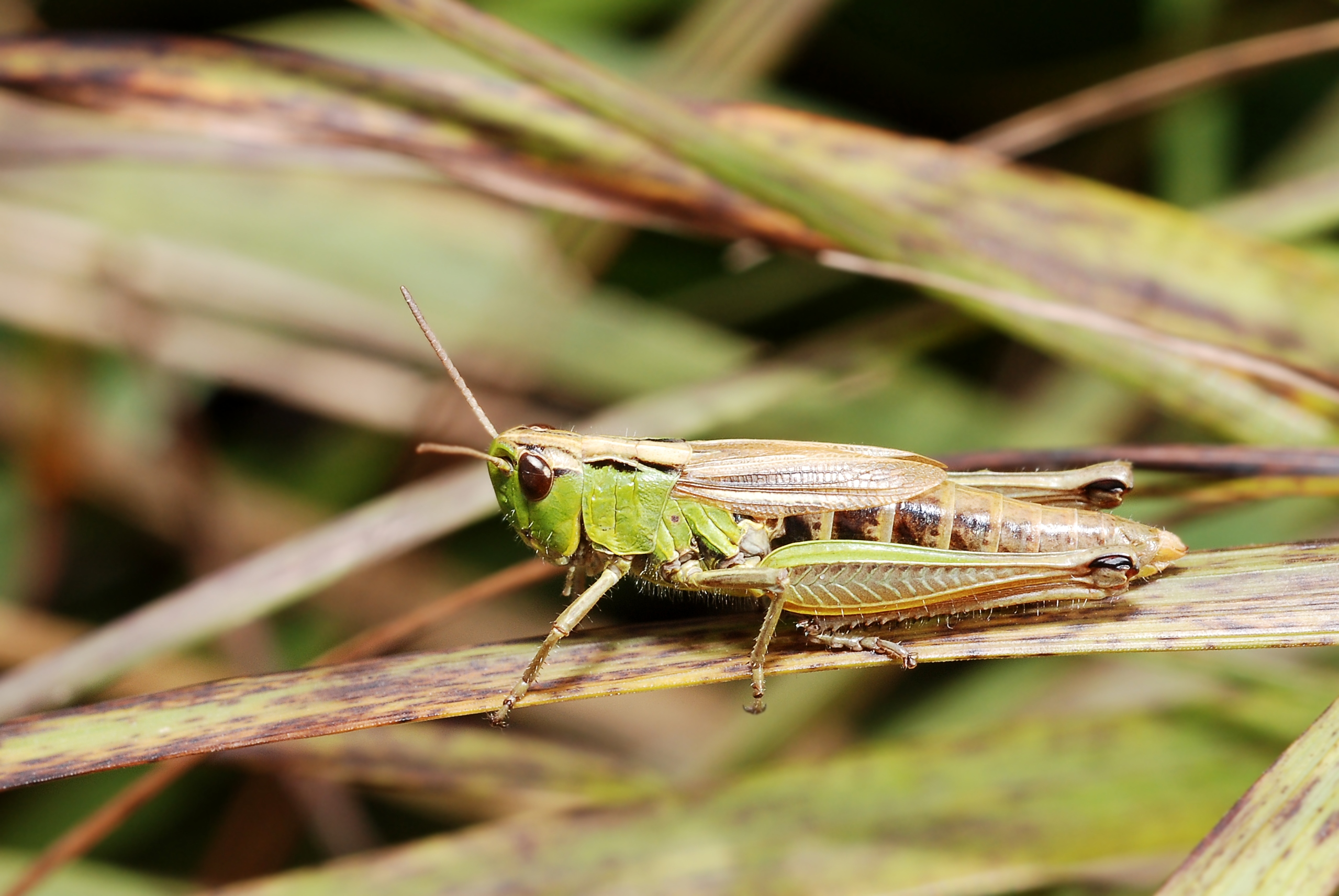
Weiblicher Sumpfgrashüpfer

Der Sumpfgrashüpfer (Pseudochorthippus montanus) ist eine Kurzfühlerschrecke aus der Familie der Feldheuschrecken (Acrididae). Er ist dem Gemeinen Grashüpfer (Pseudochorthippus parallelus) sehr ähnlich, weswegen beide Arten früher als Chorthippus longicornis zusammengefasst wurden. Der Gemeine und der Sumpfgrashüpfer hybridisieren gelegentlich auch in der Natur. Die Art ist in weiten Teilen Europas und Asiens verbreitet. Der Sumpfgrashüpfer besiedelt dauerfeuchte bis nasse Lebensräume mit maximal mittelhoher Vegetation. Bedroht ist er in Deutschland, Österreich und der Schweiz vor allem durch die Zerstörung seines Lebensraumes oder durch dessen Nutzungsänderung.

## Merkmale
Die Tiere erreichen eine Körperlänge von 12,9 bis 16,0 Millimeter (Männchen) bzw. 17,0 bis 22,0 Millimeter (Weibchen). Ihre Färbung ist wie bei den meisten Grashüpfern (Gomphocerinae) variabel. Häufig treten grüne Morphen mit braunem Rücken und rein grüne Morphen auf. Von den übrigen Arten der Gattung Chorthippus unterscheiden sich der Sumpfgrashüpfer und der Gemeine Grashüpfer durch ihre dunklen Knie, die verkürzten Flügel und die nur leicht gebogenen Halsschild-Seitenkiele. Voneinander sind die beiden Arten allerdings nur schwer zu unterscheiden. Der Körperbau des Sumpfgrashüpfers ist geringfügig kräftiger und der Flügelfleck, der mindestens 2,5 Millimeter von der Flügelspitze entfernt liegt, ist bei dieser Art schwächer ausgeprägt, wodurch die Deckflügel durchsichtiger wirken. Bei den Männchen des Sumpfgrashüpfers reichen die Hinterflügel (Alae) bis knapp vor den Flügelfleck oder direkt an diesen heran. Die Vorderflügel (Elytren) sind länger als bei der ähnlichen Art und reichen zumindest bis zur Mitte der Hinterschenkel. Sie sind bei den Männchen 9 bis 11,8 bzw. bei makropteren Tieren 14,5 bis 18 Millimeter lang. Bei den Weibchen messen sie 8,7 bis 12 bzw. 14 bis 18 Millimeter. Die Alae sind in Ruhelage zusammengefaltet immer kürzer als die Elytren. Sie sind entweder halb so lang, wie sie, oder überragen diese. Bei den Männchen sind sie meist 5 bis 7, bei den Weibchen 5 bis 6 Millimeter lang. Das Pronotum ist bei den Männchen 2,6 bis 3,4 und bei den Weibchen 3,3 bis 4,3 Millimeter lang. Die Schrillleiste trägt im Durchschnitt 137 bis 139 Zäpfchen, beim Gemeinen Grashüpfer sind es nur etwa 94. Die Weibchen des Sumpfgrashüpfers kann man anhand der längeren Legeröhrenklappen von denen der ähnlichen Art unterscheiden, auch sind ihre Flügelspitzen breiter abgerundet. Bei beiden Arten treten bei beiden Geschlechtern auch langflügelige, voll flugfähige Formen auf.

## Vorkommen
Die Art ist in Europa und Asien verbreitet. Sie kommt von Westeuropa bis zur Kamtschatkahalbinsel am Pazifik vor. In Europa verläuft die nördliche Verbreitungsgrenze durch Nordfrankreich, die Beneluxstaaten und das nördliche Skandinavien. In Finnland ist die Verbreitung bis zum 68° nördlicher Breite dokumentiert. Südlich verläuft die Grenze von den Pyrenäen über das französische Zentralmassiv, den Südrand der Zentralalpen, den Apennin bis in den nördlichen Teil der Balkanhalbinsel und über Rumänien bis in die Mongolei und die Mandschurei. Die Art ist in Mittel- und Osteuropa auch in niedrigen Lagen weit verbreitet. Sie tritt in den Alpen zwischen 370 und 2480 Metern Seehöhe auf, bevorzugt jedoch die kolline und die montane Höhenstufe. In Asien erstreckt sich die Verbreitung vom Süden Sibiriens nördlich bis Werchojansk, den Altai und Kamtschatka.
Der Sumpfgrashüpfer ist ausgesprochen feuchtigkeitsliebend und besiedelt feuchte bis nasse Lebensräume mit maximal mittelhoher Vegetation wie nasse Wiesen, sumpfige Bereiche an Seeufern und Flüssen, Hoch- und Niedermoore. Hochwüchsige Bereiche, wie Feuchtbrachen, Seggenrieder oder Röhrichte werden nicht besiedelt. Die Art tritt häufig in Gesellschaft mit der Langflügligen Schwertschrecke (Conocephalus fuscus), der Sumpfschrecke (Stethophyma grossum) und dem Wiesengrashüpfer (Chorthippus dorsatus) auf. Häufig findet man in den angrenzenden trockeneren Lebensräumen auch den Gemeinen Grashüpfer (Pseudochorthippus parallelus), mit dem der Sumpfgrashüpfer lokal auch hybridisieren kann.

## Lebensweise
Die Lebensweise des Sumpfgrashüpfers ähnelt der des Gemeinen Grashüpfers. Die Tiere ernähren sich unter anderem von Blauem Pfeifengras (Molinia caerulea), Schilfrohr (Phragmites australis), Schwarzem Kopfried (Schoenus nigricans) und verschiedenen Sauergräsern. Unter Laborbedingungen werden vor allem Süßgräser und nur wenige Sauergräser, wie beispielsweise Seggen (Carex) gefressen.
Adulte Tiere kann man von Juni bis November beobachten, ausnahmsweise auch schon Ende Mai. Sie treten damit etwa einen Monat später als die des Gemeinen Grashüpfers auf. Der Sumpfgrashüpfer zählt in Mitteleuropa zu den am spätesten schlüpfenden Kurzfühlerschrecken. Anfang September wird die maximale Populationsgröße adulter Individuen erreicht.

### Paarung
Der Gesang des Sumpfgrashüpfers wird deutlich langsamer vorgetragen als der des Gemeinen Grashüpfers, ist diesem aber sonst sehr ähnlich. Im Allgemeinen klingt der Gesang des Sumpfgrashüpfers derber und lauter. Wie beim Gemeinen Grashüpfer verlangsamt er sich bei kälteren Temperaturen, was bei wechselhaftem Wetter die Unterscheidung beider Arten erschwert. Gelegentlich kann man Wechselgesänge zwischen Männchen beider Arten hören. Die Weibchen können nahezu so laut singen wie die Männchen, antworten jedoch auf Männchen nur selten. Die einzelnen Verse des Gesangs bestehen aus etwa 2 bis 4,5 Sekunden hintereinander gereihten „schr-schr-schr“-Lauten, auf die eine Pause von vier bis sieben Sekunden folgt. Ein Vers umfasst dabei etwa 12 bis 22 Silben. Der Gesang rivalisierender Männchen ist langsamer.
Sind Weibchen paarungsunwillig, so nähern sie sich nicht an die singenden Männchen an und machen bei Paarungsversuchen der Männchen mit den Hinterbeinen Abwehrbewegungen. Paarungsbereite Weibchen nähern sich dem Männchen an, antworten ihm oder werden von ihm durch Zufall gefunden. Männchen sind etwa 4 bis 12 Tage nach der Häutung zum adulten Tier paarungsbereit und können sich auch mehrfach am Tag paaren. Dies bedeutet, dass sie die Spermatophore und die darin enthaltenen Spermien relativ rasch produzieren können. Die Paarung dauert im Durchschnitt 26 Minuten.

### Entwicklung
Die Weibchen legen sechs bis sieben Kokons mit je etwa sieben Eiern ab. Im Vergleich zu verwandten Arten der Gattung Chorthippus legen sie nur ein Drittel bis halb so viele Eier. Diese sind nur wenig tolerant gegenüber Trockenheit. Ist während der Embryonalentwicklung zu wenig Feuchtigkeit vorhanden, werden die Nymphen nicht so groß und ihre Sterblichkeitsrate ist höher. Die Weibchen legen ihre Eier entweder in die Erde oder in den Wurzelfilz von Seggen. Anders als beim Gemeinen Grashüpfer vollführen die Weibchen des Sumpfgrashüpfers mit ihren Hinterbeinen keine Zukratzbewegungen. Die Entwicklung bis zum Schlupf verläuft aufgrund der niedrigen Temperaturen ihrer Lebensräume langsamer als bei anderen Arten. Die Nymphen entwickeln sich dagegen verhältnismäßig schnell. Insgesamt werden fünf Nymphenstadien durchlebt.

## Gefährdung und Schutz
Die Art ist in der Roten Liste gefährdeter Arten Deutschlands auf der Vorwarnliste gelistet, in der Schweizer Roten Liste ist sie als „verletzlich“ (VU) ausgewiesen, in der Österreichischen Roten Liste ist sie mit „Gefährdung droht“ (NT) aufgenommen. Hauptverantwortlich für die Gefährdung der Art ist der Lebensraumverlust durch Gewässerbegradigungen, Drainagen, Grundwasserabsenkungen und ähnliches. Insbesondere durch die Landwirtschaft werden geeignete Feuchtbiotope entwässert und damit zerstört. Auch die Aufforstung und Verbrachung von Feucht- und Niedermoorwiesen zerstört die Lebensgrundlagen der Art. Dadurch besteht auch zunehmend die Gefahr der Isolation von Populationen.
Wichtig für die Erhaltung der Art sind der Fortbestand von feuchten Wiesen, Sümpfen und Mooren. Auch das Anheben des Grundwasserspiegels in Flusstälern auf ein natürliches Niveau kann dazu beitragen. Die Pflege von feuchten Wiesen kann durch ein- bis zweimalige Mahd im Jahr oder durch extensive Beweidung erfolgen.

## Systematik und Taxonomie
Die Art wurde 1825 von Charpentier in seinem Werk Horae entomologicae adjectis tabulis novem coloratis als „Gryllus montanus“ erstbeschrieben. Dabei gab er, wie zur damaligen Zeit noch üblich, keinen Holotypus an. Als Neotypus wurde später ein Individuum aus der Sammlung des Entomologischen Museums des Zoologischen Institutes der Universität Lund festgelegt. Typuslokalität ist Sachsen und Schlesien. Die Art wurde auf Grund ihrer starken Ähnlichkeit mit dem Gemeinen Grashüpfer (Chorthippus parallelus) früher als Chorthippus longicornis zusammengefasst. Der Artstatus wurde im 19. Jahrhundert häufig angezweifelt, bis Faber (1929) eine eingehende Untersuchung der Morphologie und insbesondere der Gesänge durchführte und die beiden Arten Chorthippus parallelus und Chorthippus montanus trennte.
Das Epitheton weist auf sein Vorkommen in höheren Lagen hin, was jedoch nur im Süden des Verbreitungsgebietes zutrifft.

## Belege